# Scotopteryx emanata
Scotopteryx emanata är en fjärilsart som beskrevs av Paul Dognin 1893. Scotopteryx emanata ingår i släktet backmätare, och familjen mätare. Inga underarter finns listade.